# Луго (комарка)
Луго (исп. Lugo,  галис. Lugo)  — район (комарка) в Испании, входит в провинцию Луго в составе автономного сообщества Галисия.

## Муниципалитеты
1. Кастроверде
2. Корго
3. Фриоль
4. Гунтин
5. Луго
6. Пуэртомарин
7. Рабаде
8. Отеро-де-Рей

1. ↑  https://www.ine.es/dynt3/inebase/index.htm?padre=525